# Usedlost čp. 24 (Salajna)
Usedlost čp. 24 stojí v části obce Salajna v obci Dolní Žandov v okrese Cheb. Je chráněna jako kulturní památka České republiky. Usedlost je součástí vesnické památkové zóny Salajna.

## Historie

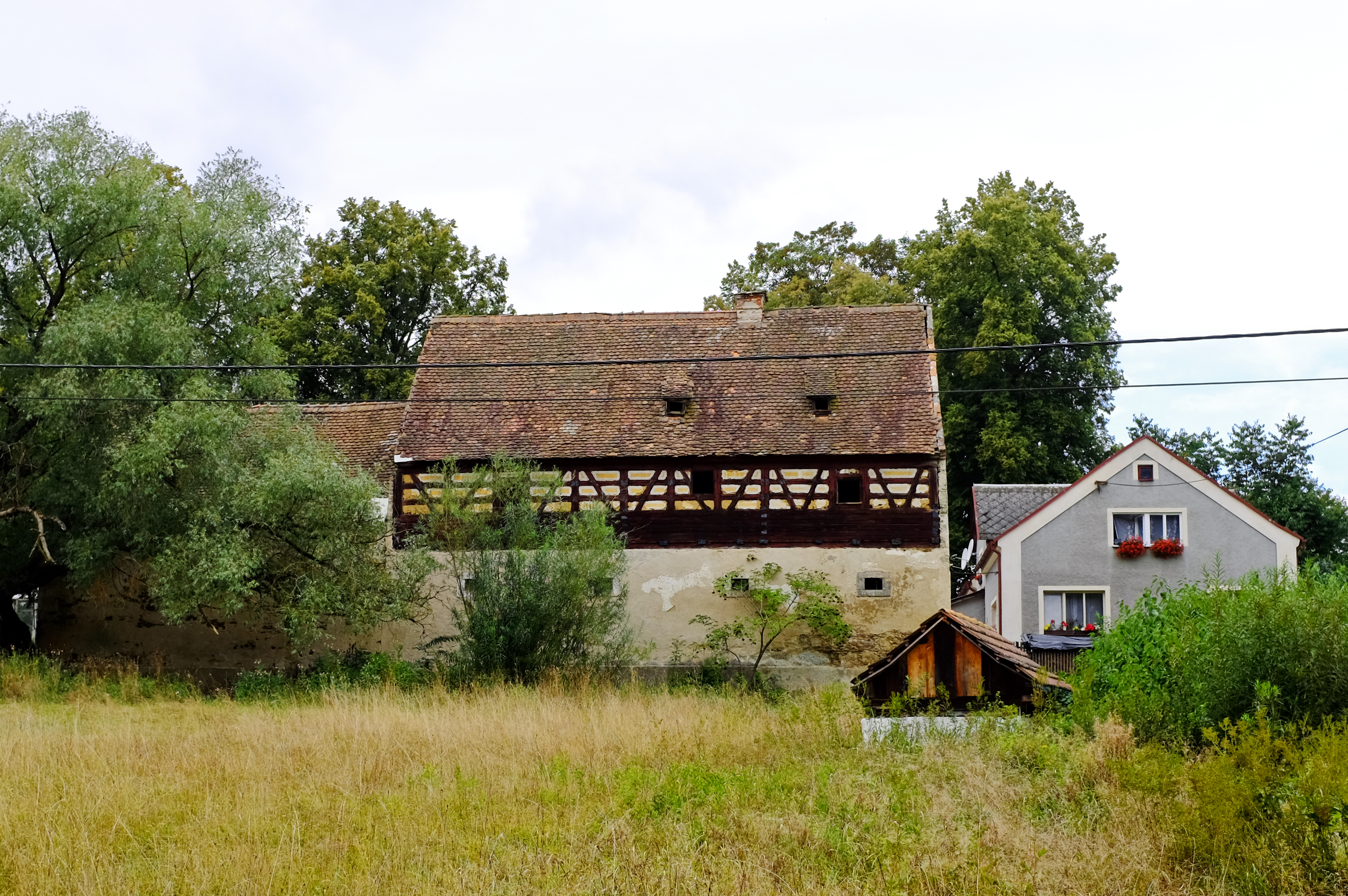
Hospodářské stavení usedlosti č.p. 24

Usedlost byla postavena na počátku 19. století u Šitbořského potoka a silnice vedoucí k Dolnímu Žandovu. Je představitelem lidové architektury uzavřeného dvora chebského typu, tzv. francký dům. V roce 1963 byla zapsána do státního seznamu kulturních památek pod evidenčním číslem 21351/4-91. Za statkem roste památný strom lípa malolistá a u statku je další kulturní památka haltýř.

## Popis
Z původní usedlosti, která se skládala z obytného domu, stodoly, kůlny a kapličky, se dochoval pouze špýchar. Špýchar je orientovaný kolmo na obytnou budovu. Je otevřený do dvora dvěma arkádami s polygonálním pilířem zděného přízemí. Patro špýcharu je hrázděné s pavlačí, která je vysunuta do dvora a má vyřezávané polychromované sloupky. Střecha je sedlová krytá taškami se zděným štítem.